# Atànades
Atànades (grec antic: Ἀθανάδας, Athānádās, derivat d'Ἀθάνα, forma dòrica d'Ἀθηνᾶ, 'Atena') fou un escriptor grec que va escriure una obra sobre el territori de l'Ambràcia, que ens és conegut gràcies a un escoli a Antoní Liberal.